# Copa Báltica 2012
La Copa Báltica 2012 (en estonio, Balti turniir 2012; en letón, Baltijas Kauss 2012; en lituano, 2012 m. Baltijos taurė) fue la XXIV edición de la competición amistosa, que se realizó en Estonia. El torneo se disputó en los días 1 y 3 de junio, y contó con el debut del seleccionado de Finlandia, además de la tradicional participación de los conjuntos bálticos de Estonia, Letonia y Lituania.
La selección de Letonia obtuvo el título por undécima vez tras superar en la final al cuadro finés desde los tiros desde el punto penal.

## Formato
El torneo, en principio, debía ser disputado bajo el tradicional formato de liguilla que se venía utilizando desde las ediciones previas. Sin embargo, la Federación Letona de Fútbol manifestó su intención de no jugar más de dos partidos —con la incorporación de Finlandia, el sistema de todos contra todos obligaba a cada equipo a disputar tres encuentros—, razón por la cual se modificó la modalidad del campeonato por un formato eliminatorio. Por ende, las cuatro selecciones fueron emparejadas, formando dos llaves en la ronda de semifinales. Cada pareja se enfrentó en un solo partido, tras el cual el ganador avanzaba a la final y el perdedor calificaba para jugar el partido por el tercer lugar. El vencedor de la final se consagró campeón.
En caso de empate en cualquiera de los encuentros, los partidos se definirían directamente por medio de los tiros desde el punto penal, sin disputarse tiempo suplementario.

## Resultados
- Los horarios corresponden a la hora de Estonia (EEST; UTC+3).

### Cuadro
|  | Semifinales        | Semifinales |                              |       | Final | Final |
|  |                    |             |                              |       |       |       |
|  | 1 de junio – Tartu |             |                              |       |       |       |
|  |                    |             |                              |       |       |       |
|  | Estonia            | 1           |                              |       |       |       |
|  | Estonia            | 1           | 3 de junio – Võru            |       |       |       |
|  | Finlandia          | 2           |                              |       |       |       |
|  | Finlandia          | 2           | Finlandia                    | 1 (5) |       |       |
|  | 1 de junio – Võru  |             | Finlandia                    | 1 (5) |       |       |
|  |                    | Letonia (p) | 1 (6)                        |       |       |       |
|  | Letonia            | Letonia (p) | 1 (6)                        | 5     |       |       |
|  | Letonia            |             |                              | 5     |       |       |
|  | Lituania           | 0           |                              |       |       |       |
|  | Lituania           | 0           | Partido por el tercer puesto |       |       |       |
|  |                    |             |                              |       |       |       |
|  | 3 de junio – Tartu |             |                              |       |       |       |
|  |                    |             |                              |       |       |       |
|  | Estonia            | 1           |                              |       |       |       |
|  | Estonia            | 1           |                              |       |       |       |
|  | Lituania           | 0           |                              |       |       |       |

### Semifinales
| 1 de junio de 2012 | Letonia                                                           | 5:0 (3:0) | Lituania | Estadio de Võru, Võru                                       |                                                             |
| 17:30 (UTC+3)      | Cauņa 13' (pen.) · Gauračs 17' 48' · Višņakovs 35' · Smirnovs 80' | Reporte   |          | Asistencia: 130 espectadores Árbitro(s): Mattias Gestranius | Asistencia: 130 espectadores Árbitro(s): Mattias Gestranius |

| 1 de junio de 2012 | Estonia  | 1:2 (1:2) | Finlandia    | Estadio Tamme, Tartu                                           |                                                                |
| 20:30 (UTC+3)      | Oper 32' | Reporte   | Kuqi 10' 22' | Asistencia: 2.470 espectadores Árbitro(s): Vadims Direktorenko | Asistencia: 2.470 espectadores Árbitro(s): Vadims Direktorenko |

### Tercer puesto
| 3 de junio de 2012 | Estonia           | 1:0 (1:0) | Lituania | Estadio Tamme, Tartu                                     |                                                          |
| 16:30 (UTC+3)      | Voskoboinikov 18' | Reporte   |          | Asistencia: 1.094 espectadores Árbitro(s): Hannes Kaasik | Asistencia: 1.094 espectadores Árbitro(s): Hannes Kaasik |

### Final
| 3 de junio de 2012 | Finlandia                                                              | 1:1 (0:0) (5:6 p.)         | Letonia                                                                    | Estadio de Võru, Võru                                      |                                                            |
| 13:30 (UTC+3)      | Kolehmainen 52'                                                        | Reporte                    | Gauračs 54'                                                                | Asistencia: 280 espectadores Árbitro(s): Gediminas Mažeika | Asistencia: 280 espectadores Árbitro(s): Gediminas Mažeika |
|                    |                                                                        | Tiros desde el punto penal |                                                                            |                                                            |                                                            |
|                    | Pukki · Sjölund · Kuqi · Ojala · Pasanen · Sparv · Hurme · Kolehmainen |                            | Cauņa · Smirnovs · Laizāns · Kamešs · Zjuzins · Kļava · Bulvītis · Kozlovs |                                                            |                                                            |

| Campeón Letonia 11.mo título |